# Estádio Elmo Serejo Farias
O Estádio Elmo Serejo Farias, conhecido popularmente como 'Serejão' ou Boca do Jacaré é um estádio de esportes, situado em Taguatinga, no Distrito Federal.

## História
O Estádio Elmo Serejo Farias foi oficialmente inaugurado no dia 23 de abril de 1978, com a partida de Taguatinga 1-0 Vila Nova. É batizado com o nome do ex governador Elmo Serejo Farias que o ergueu e esteve à frente da administração distrital entre 1974 e 1979. O Serejão, como é conhecido, é gerido pelo Governo do Distrito Federal e sediava partidas e treinos do Taguatinga e do extinto Atlântida até o dia 9 de outubro de 1999, ano em que foi parcialmente reformado e, mais tarde, viria a ser fechado. O último jogo antes de fechar suas portas foi Atlântida 0-4 Bandeirante, válido pela segunda divisão do Campeonato Candango daquele ano.
Com a extinção dos dois times da cidade, as atividades no Serejão ficaram paralisadas até abril de 2001, quando a diretoria do Brasiliense arrendou o estádio junto à administração com o intuito de realizar as partidas do Brasiliense. Por acaso, o primeiro jogo do time no estádio aconteceria exatamente dois dias depois do estádio completar 23 anos de existência.
No dia 15 de Maio de 2002, foi realizada a final da Copa do Brasil de 2002 entre Brasiliense e Corinthians com placar de 1-1. Foi a primeira vez que o Distrito Federal sediou uma final de Copa do Brasil de Futebol.
Em 2016 uma grande reforma no gramado do estádio, fez com que o Brasiliense mudasse de lugar temporariamente migrando para o Abadião em Ceilândia. A Confederação Brasileira de Futebol confirmou a alteração e a argumentação do Brasiliense foi que, além da obra, o gramado do estádio Abadião estava melhor do que o de Taguatinga.

## Futebol Americano
O Futebol Americano passou a ser a sensação do momento dos últimos anos no Brasil, e não é diferente em Brasília. Desde 2016 o estádio é a casa do esporte no Distrito Federal abrigando jogos de inúmeros campeonatos da modalidade, Leões de Judá e Tubarões do Cerrado são os maiores clubes da região.